# James Gillray

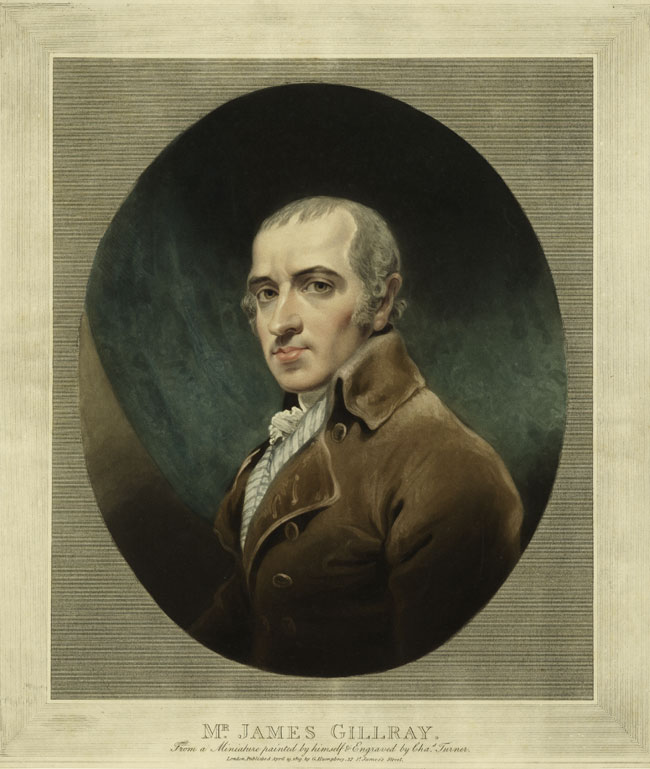
James Gillray. Kolorierter Kupferstich nach einem Selbstporträt

James Gillray (geboren am 13. August 1757 in Chelsea; gestorben am 1. Juni 1815 in London) war ein britischer Karikaturist, der vor allem durch seine satirischen, politischen Radierungen und Kupferstiche berühmt wurde.

## Leben und Werk
Gillray studierte ab 1778 an der Royal Academy of Arts. Seine früheste bekannte Karikatur war „Paddy on Horseback“, die er 1779 veröffentlichte. Veröffentlicht und verkauft wurden die Karikaturen von der Schwester des Grafikers William Humphrey, Miss Hannah Humphrey, bei der Gillray lebte und in deren Schaufenster er auch ausstellte. Seine Arbeiten wurden vor allem durch Mappen und über „Printshops“ verbreitet und dabei auch auf dem europäischen Kontinent, unter anderem vom Weimarer Journal London und Paris, abgedruckt.
Ab 1782 veröffentlichte er kontinuierlich und fast ausschließlich Karikaturen, die sich auf das aktuelle politische Geschehen bezogen. Gillray wurde entsprechend vor allem bekannt für seine politischen und sozialen Karikaturen aus der Zeit der napoleonischen Kriege und erwies sich als dynamischer, treffsicherer und scharfer Kritiker seiner Zeit sowie allgemein menschlicher Schwächen. Neben den gesellschaftlichen und politischen Zuständen seiner Heimat warf er einen ebenso kritischen Blick auf die Vorgänge in Frankreich, insbesondere auf die Französische Revolution. Dabei zeichneten sich seine Grafiken durch einen trockenen, britischen Humor aus.
Mit seinen Arbeiten stand er, wie auch Thomas Rowlandson, dem früheren William Hogarth nahe, war mit seiner Kritik gegenüber Personen jedoch direkter. Durch ihre direkte und schnelle Reaktion auf das politische Tagesgeschehen leiteten diese Karikaturisten das sogenannte „Goldene Zeitalter der englischen Karikatur“ ein. Er griff in seinen Karikaturen vor allem den britischen König George III. (als Farmer George), dessen Frau Sophie Charlotte sowie seinen Sohn, den Prince of Wales und späteren Georg IV., an. Daneben waren auch andere Mitglieder der britischen Königsfamilie beliebte Ziele seines Spotts, aber auch Napoleon Bonaparte, Charles James Fox, Edmund Burke und William Pitt.
Ab 1797 arbeitete Gillray im Auftrag der Regierung unter Edmund Burke und William Pitt, die ihn bezahlte. Nach 1807 baute Gillray mental stark ab und wurde später als „geisteskrank“ bezeichnet. Er starb 1815.

## Werke (Auswahl)
Von James Gillray sind fast 1000 Grafiken bekannt, die meisten waren Radierungen. Einige seiner Grafiken befinden sich im British Museum, im Victoria and Albert Museum sowie in anderen Museen.

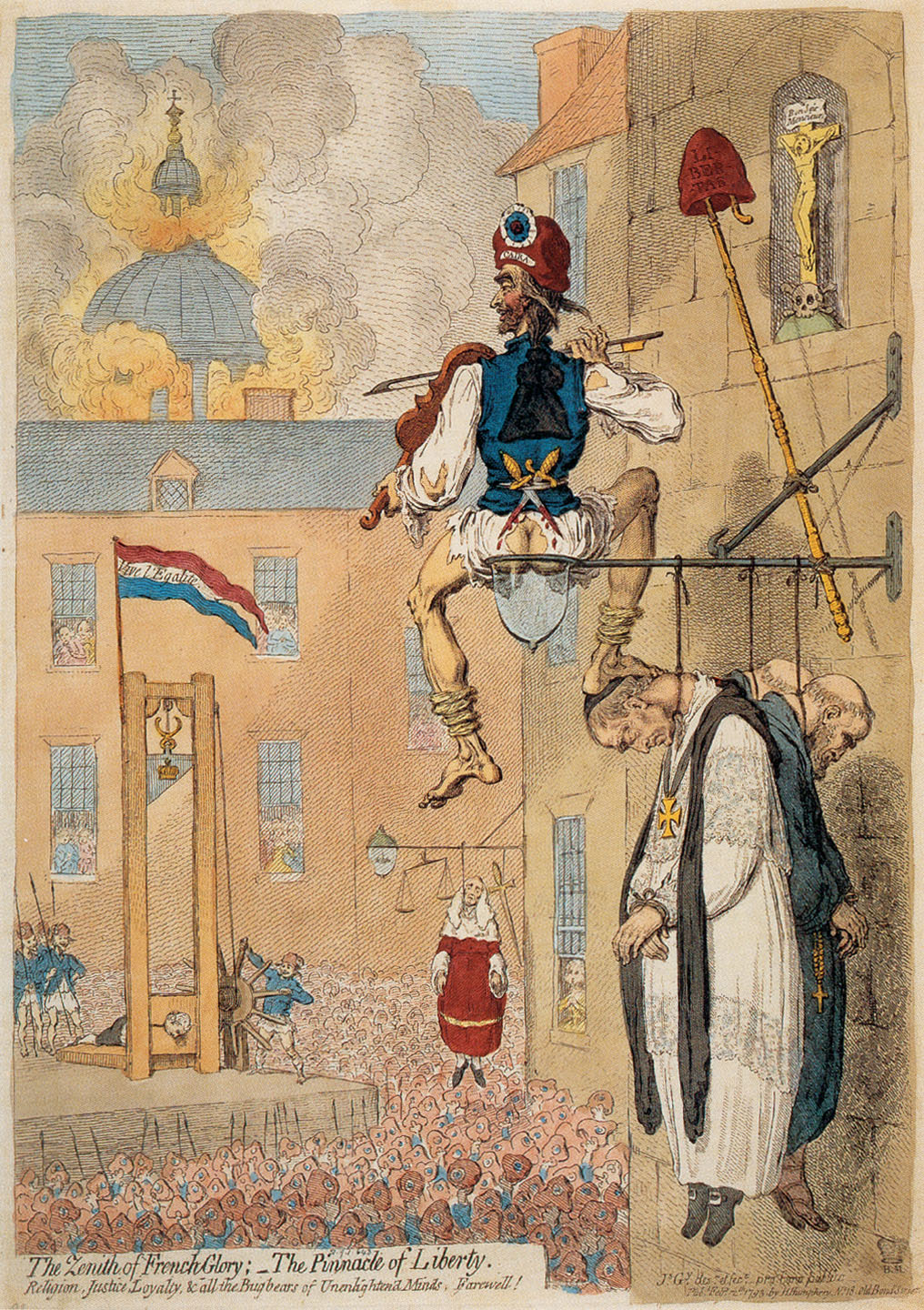
The Zenith of French Glory Der Höhepunkt des französischen Ruhms
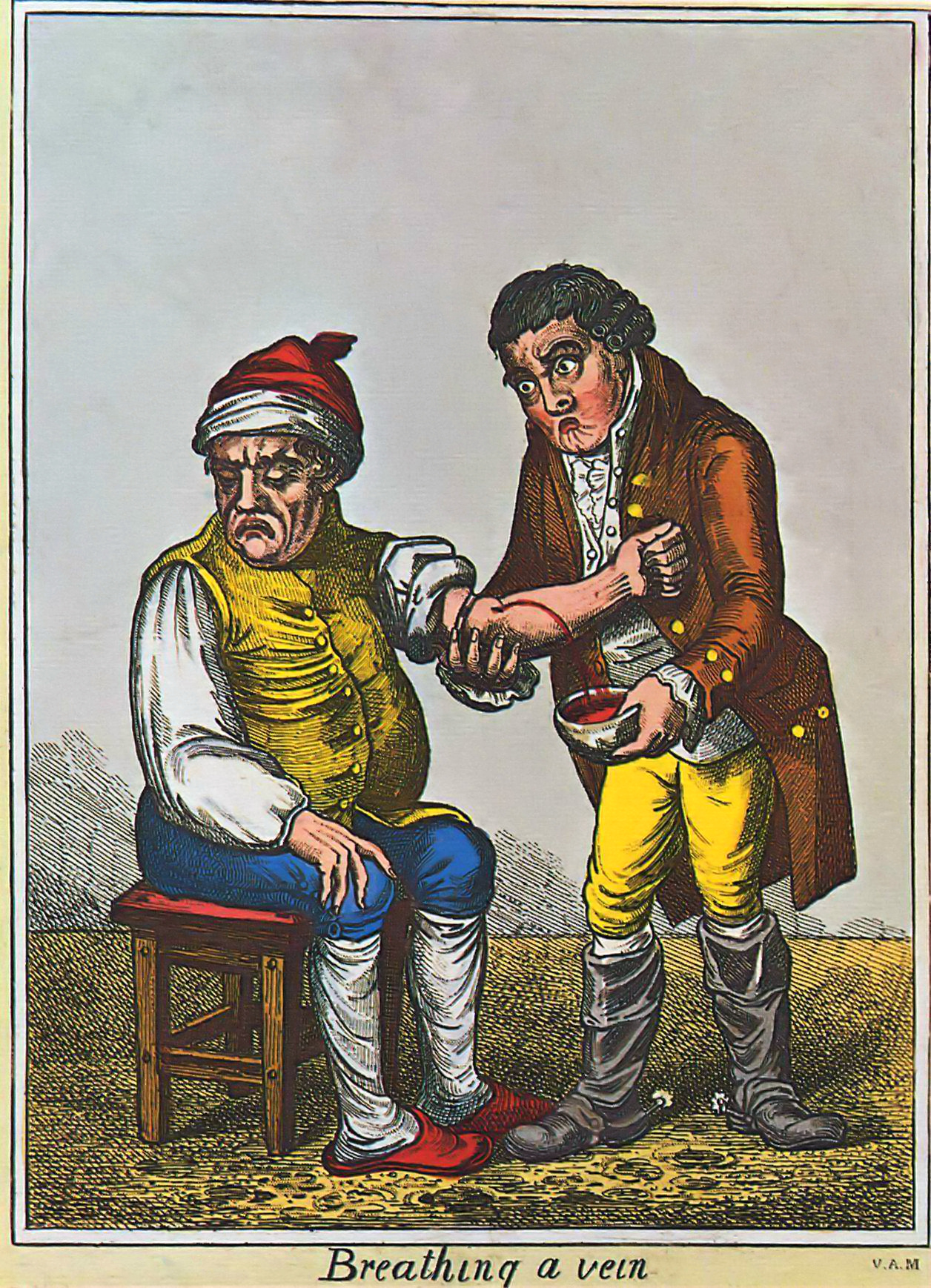
Breathing a vein Der Aderlass
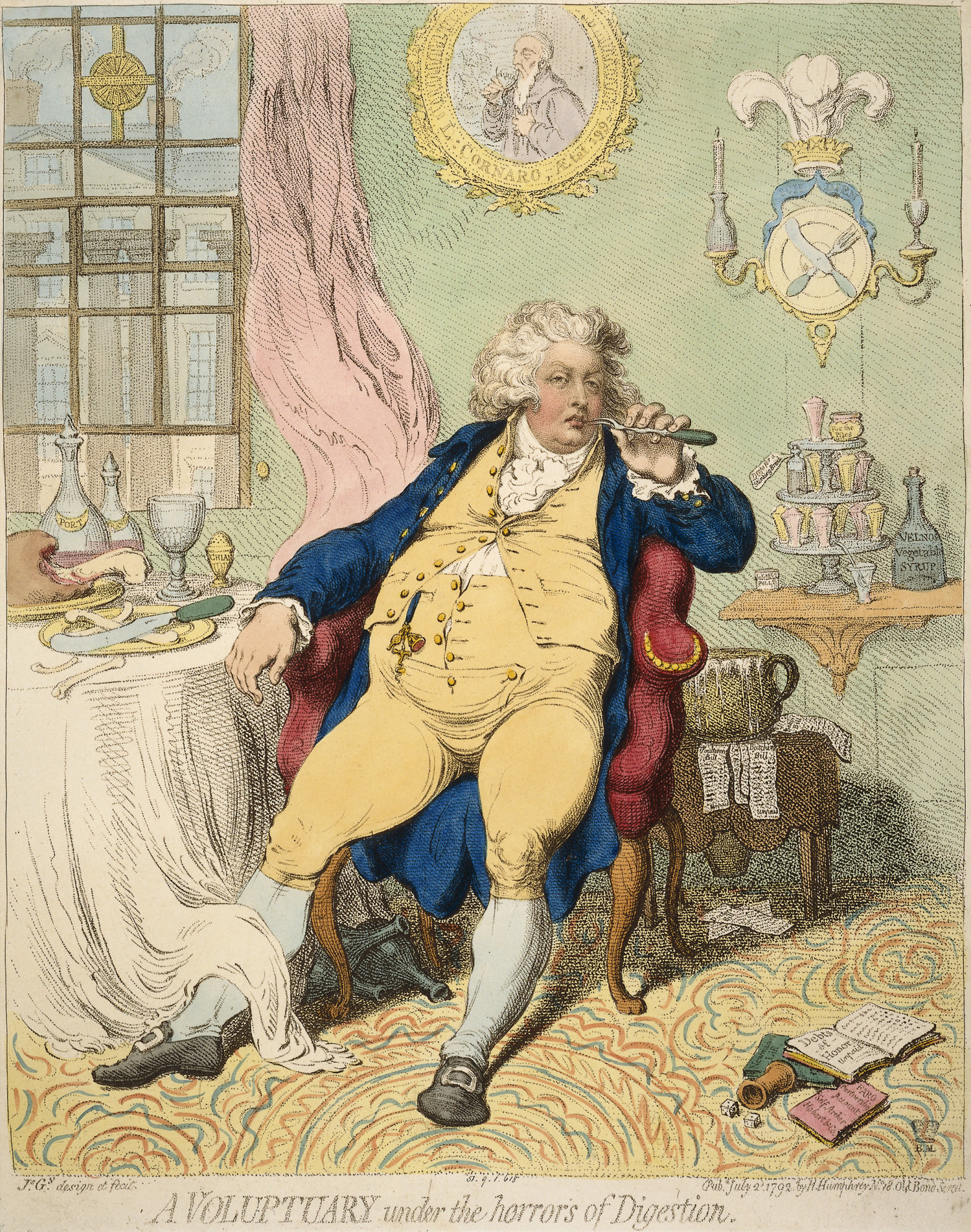
A voluptuary Ein Lüstling
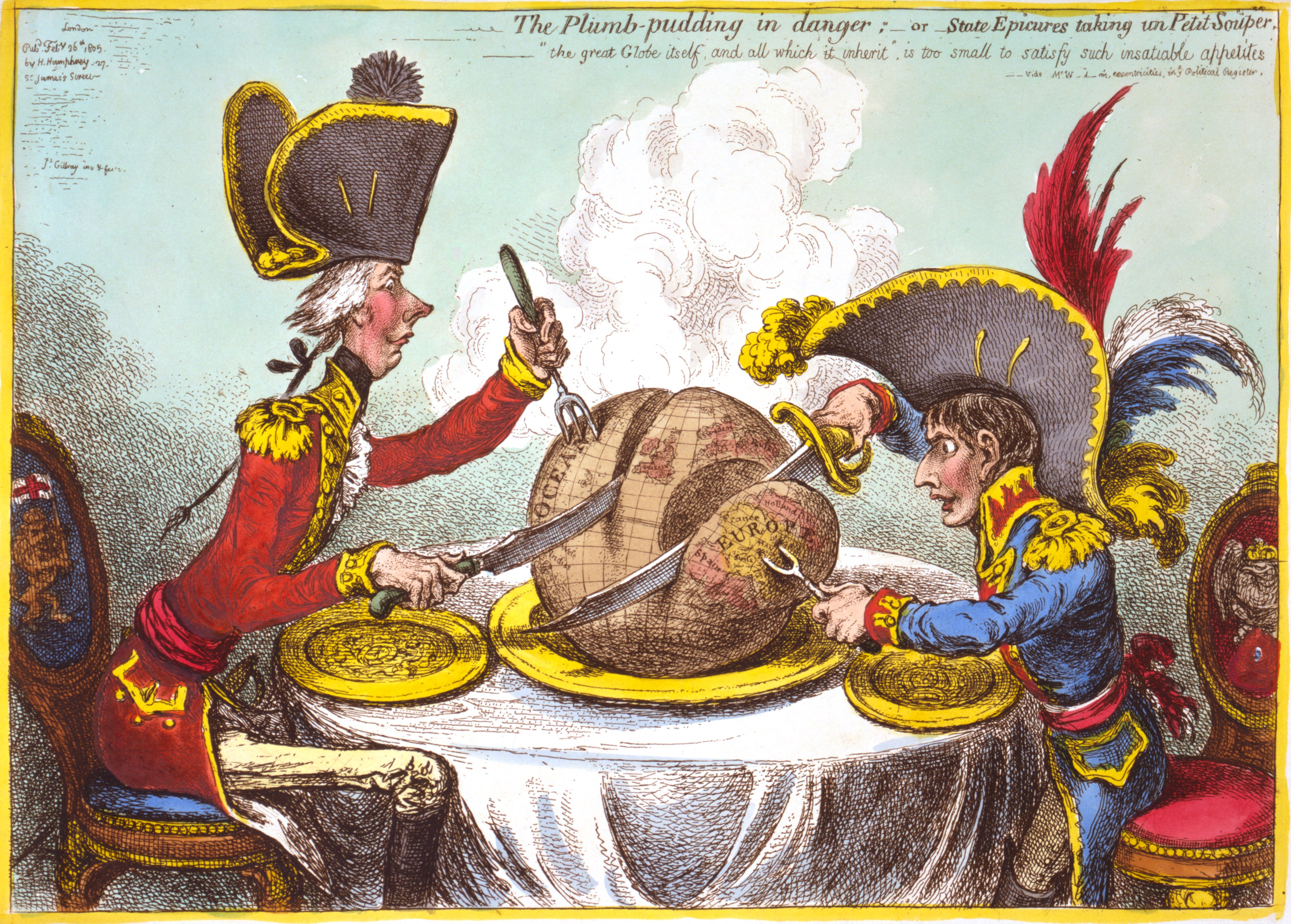
The Plumb-pudding in danger, or, State epicures taking un petit souper ... Der Plumpudding in Gefahr, oder: zwei politische Genießer bei der Einnahme einer kleinen Speise ...
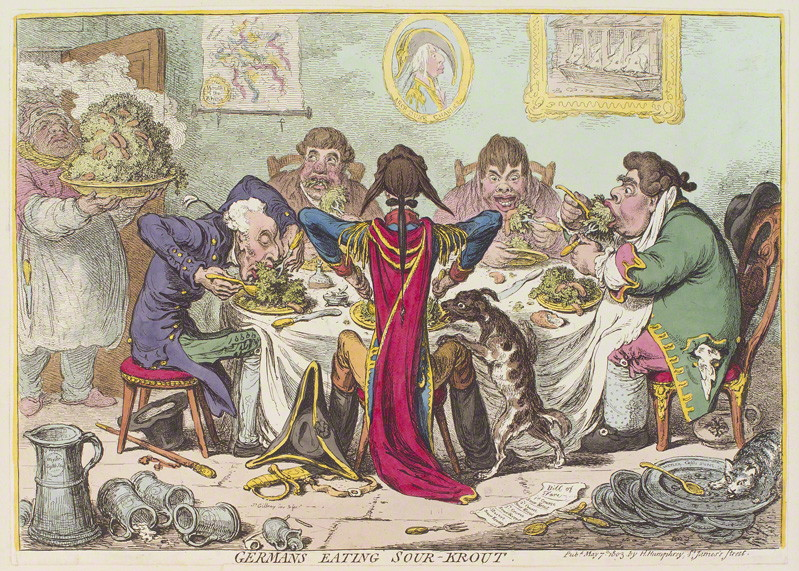
Germans eating sour-krout Deutsche beim Sauerkrautessen

- Shakespeare Sacrificed
- The Siege of Blenheim
- He Steers His Flight